# Rychlejší než oko
Rychlejší než oko (1996, Quicker Than the Eye) je povídková sbírka amerického spisovatele Raye Bradburyho. Sbírka obsahuje dvacet autorových povídek z let 1994 až 1996 a jednu starší z roku 1946. Jde o science fiction, fantasy, horor, magický realismus a pohádkové i humorné příběhy. Kniha je zakončena autorovým esejem Make Haste to Live: An Afterword (Honem žít: Doslov)

## Obsah sbírky
- Unterderseaboat Doktor (1994, Doktor admirál). Bývalý kapitán nacistické ponorky se stane v USA psychoanalytikem, není však schopen zapomenout na sovu minulost a ordinaci má zařízenu jako ponorku.
- Zaharoff/Richter Mark V (1996, Zaharoff/Richter – stupeň pět). Povídka se zabývá otázkou, proč je tolik významných měst postaveno v nebezpečných lokalitách, kde hrozí například velké zemětřesení.
- Remember Sascha? (1996, Vzpomenou si na Sašu?). Povídka je o konverzaci rodičů s jejich očekávaným prvním dítětem, které je v prenatálním období.
- Another Fine Mess (1995, Další pěkná kaše), pokračování povídky Příběh lásky Laurela a Hardyho z povídkové sbírky Proti proudu času.
- The Electrocution (1946, Poprava proudem). Hrdinka povídky je v cirkuse každý večer popravována na elektrickém křesle.
- Hopscotch (1996, Skákající panák), povídka o letní lásce a prvním polibku.
- The Finnegan (1996, Finnegan), povídka o pátrání po obřím pavoukovi, který v lese zabil tři malé děti.
- That Woman on the Lawn (1996, Žena na trávníku), povídka o autorově matce coby mladé a pomoc potřebující dívce.
- The Very Gentle Murders (1994, Nedotažené vraždy). Příběh manželů, kteří se snaží jeden druhého zavraždit, ale jsou tak moc staří a slabí, že se jim to nedaří.
- Quicker than the Eye (1995, Rychlejší než oko). Jde o název kouzelnického představení, při němž je převelice ztrapněn člověk.
- Dorian in Excelsis (1995, Přítel Dorian), povídka o tom, co se asi stalo s obrazem Doriana Graye.
- No News, or What Killed the Dog? (1994, Nic nového, aneb na co umřel pes?). Rodina uspořádá pohřeb psovi, kterého měli dvacet let.
- The Witch Door (1995, Skrýš). Muž a žena objeví ve svém novém domě tajemnou skrýš, odkud se ozývá ženský pláč.
- The Ghost in the Machine (1996, Duch ve sroji), povídka o muži, který roku 1853 vynalezl bicykl, ovšem ostatní ho považovali za blázna, když říkal, že může jezdit bez koní.
- At the End of the Ninth Year (1995, Koncem devátého roku), povídka o tom, že se lidé každých devět let úplně a kompletně změní, čímž se z nich stanou nové osoby.
- Bug (1996), povídka o muži, který býval v mládí úžasným tanečníkem. Nyní se nechá přemluvit, aby ještě jednou ukázal, co na parketu dovede.
- Once More, Legato (1995, Ještě jednou, legato). Muž se stane slavným hudebníkem, když si v parku zapíše melodii, kterou zde zpívají ptáci.
- Exchange (1996, Setkání). Stará knihovnice a voják, který se vrátil po dvaceti letech domů, kde ho již nikdo nezná, se procházejí mezi knihami a vzpomínají.
- Free Dirt (1996, Hlína zdarma), příběh starého hrobníka, který nabízí hlínu zdarma a zájemcům přitom vypráví strašidelné historky.
- Last Rites (1994, Poslední pomazání), povídka o muži, který sestrojil stroj času a navštěvuje v minulosti slavné spisovatele (Poe, Melville), snaží se je povzbudit a přesvědčit je o jejich nesmrtelnosti.
- The Other Highway (1996, Stará cesta), rodina v autě objeví starou nepoužívanou silnici, vydá se po ní a najde opuštěné městečko.

## Česká vydání
- Rychlejší než oko, Baronet, Praha 1999, přeložil Vladimír Lackovič.